# Pakamban Laok
Pakamban Laok is een bestuurslaag in het regentschap Sumenep van de provincie Oost-Java, Indonesië. Pakamban Laok telt 2143 inwoners (volkstelling 2010).